# Moció de censura contra Mariano Rajoy de 2017
La moció de censura contra Mariano Rajoy es va anunciar el 27 d'abril de 2017, i es va celebrar els dies 13 i 14 de juny. La moció de censura es va registrar formalment el 19 de maig per Unidos Podemos després d'una sèrie de casos de corrupció que involucrava a alts funcionaris del Partit Popular (PP) que van revelar les maniobres del govern de Rajoy per influir en el sistema judicial per encobrir l'escàndol.
Aquesta va ser la tercera moció de censura celebrada a Espanya des de la transició cap a la democràcia del país, després de les mocions de censura fallides dels anys 1980 i 1987. Les mocions de censura a Espanya són constructives, la qual cosa significa que la confiança d'un president del govern només pot ser retirada si el candidat proposat obté la majoria absoluta al Congrés dels Diputats. Els partits de l'oposició (PSOE, Ciutadans i PNV) van anunciar la seva oposició a qualsevol candidat proposat per Podem, el que significava que la moció era poc probable que tingués èxit.
La moció va ser derrotada el 14 de juny de 2017, reunint el suport de Unidos Podemos, Compromís, ERC i EH Bildu (per un total de 82 vots favorables), l'oposició de PP, Ciutadans, UPN, CCa i Fòrum Astúries (170 vots en contra) i les abstencions del PSOE, PDeCAT, PNV i NCa (97).
Aquesta va ser la primera moció de censura que ha registrat a Espanya un grup parlamentari diferent als dos partits principals (PP i PSOE).

## Antecedents

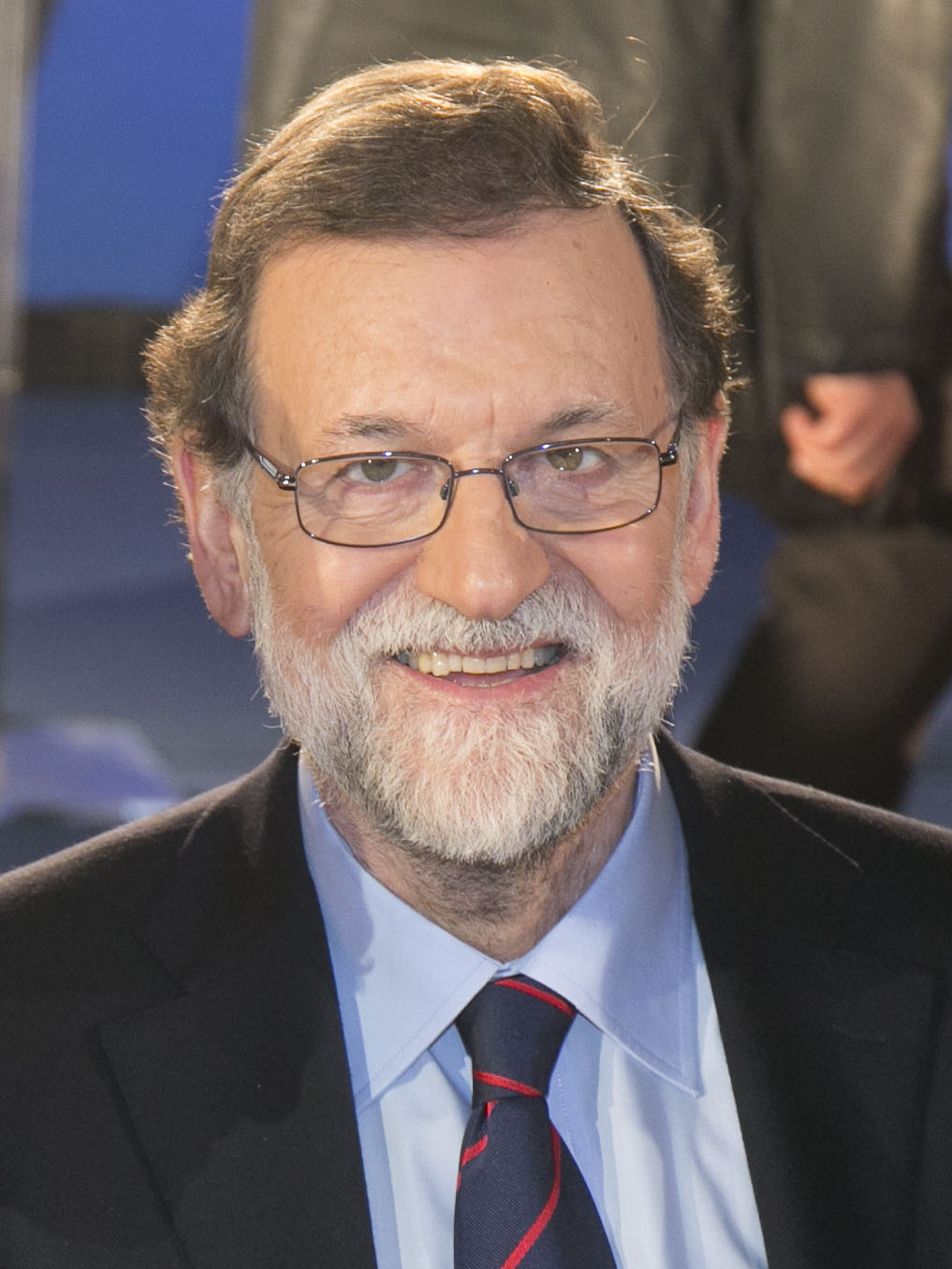
La moció de censura es va presentar després d'una enorme cadena d'escàndols que van sacsejar el partit i el govern de Mariano Rajoy.

El Govern de Rajoy va prendre possessió del càrrec el 31 d'octubre de 2016, després d'un estancament polític de deu mesos i dues eleccions generals i la decisió del Partit Socialista Obrer Espanyol (PSOE) de no bloquejar l'oferta d'investidura de Mariano Rajoy. No obstant això, el govern resultant era minoritari, i durant els mesos posteriors va lluitar per aconseguir que les seves propostes de llei fossin aprovades. A més, el govern del Partit Popular (PP) va patir una creixent pressió política després que un escàndol polític a Múrcia obligès al president regional Pedro Antonio Sánchez a renunciar, havent estat acusat de diversos delictes de corrupció.
A l'abril de 2017, després de només cinc mesos en el seu mandat, el PP es va veure sacsejat per una successió d'esdeveniments que van trencar els intents de rellançar la imatge del partit. De la mateixa manera que el president Rajoy va ser convocat a declarar com a testimoni al judici del cas Gürtel, es va donar a conèixer un nou cas de presumpta corrupció massiva (anomenat «cas Lezo»), unint-se a les investigacions en curs sobre els escàndols dels Púnica i Gürtel. L'operació Lezo va provocar l'arrest de l'ex-president de la Comunitat de Madrid, Ignacio González, que va ser acusat de desviar milions d'euros de la tresoreria pública als paradisos fiscals i de pagar els deutes del seu partit durant el seu mandat com a president regional. L'abast del nou escàndol va assolir altures mai vistes en la política espanyola. Les seus de diverses companyies (OHL, PricewaterhouseCoopers, Indra i Canal d'Isabel II, entre d'altres), sospitoses d'haver finançat il·legalment el PP madrileny, van ser registrades per la policia a la recerca d'una documentació incriminatòria. La veterana del partit i excap de González, Esperanza Aguirre, van dimitir després de veure empresonats o acusats molts dels seus exassessors propers.

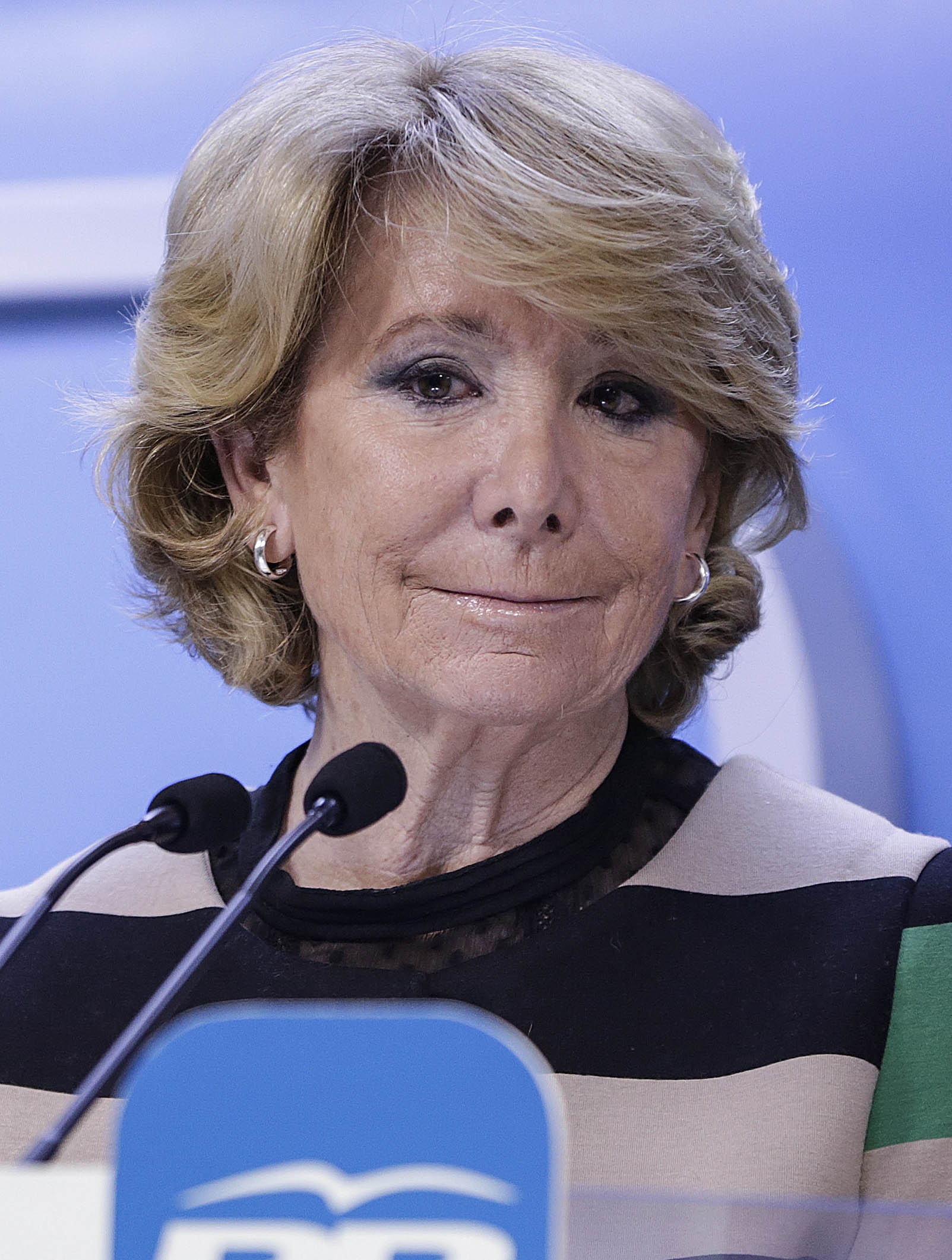
La veterana del PP, Esperanza Aguirre, es va veure obligada a abandonar la política després que el seu ex-protegit Ignacio González s'involucrés en l'escàndol de Lezo.

La filtració d'una sèrie d'enregistraments que van implicar a González i diversos alts funcionaris del PP i del govern (incloent l'ex-president de la Generalitat Valenciana, Eduardo Zaplana, i el ministre de Justícia. Rafael Catalá) van donar a conèixer una trama dels ministeris de l'Interior i Justícia per encobrir l'escàndol, posant en qüestió la independència judicial a Espanya. En una de les gravacions filtrades, González va assenyalar una cinta que suposadament mostrava a Rajoy rebent suborns d'un home de negocis, i que això havia estat utilitzat pel propietari i president de Intereconomía TV, Julio Ariza, en el passat per fer-li xantatge. Al mateix temps, es va descobrir per mitjà d'intervencions telefòniques per part de la policia que el fiscal general de la lluita contra la corrupció, Manuel Moix, va ser afavorit per Ignacio González abans del seu nomenament al febrer de 2017, i va ser acusat d'intentar aturar les investigacions sobre les acusacions sobre el PP. José Antonio Nieto, secretari d'Estat de Seguretat (i diputat de Juan Ignacio Zoido al Ministeri de l'Interior), es va veure sota pressió després de ser acusat de revelar detalls de les investigacions en curs al germà de González en una reunió privada celebrada el 8 de març de 2017.
A mitjans de maig, la cadena d'escàndols havia esclatat a Cristina Cifuentes, presidenta de Madrid, que va ser acusada per la Guàrdia Civil de participar en els procediments d'adjudicació de contractes que van portar al finançament il·legal del seu partit entre el 2007 i el 2012. En aquest moment, també es va arribar a la conclusió que Esperanza Aguirre havia guanyat injustament les eleccions regionals de 2007 i 2011, amb pressupostos de campanya molt superiors als declarats legalment, a través d'un sistema que «va ferir el pluralisme polític». Suposadament, aquests fons il·legals també s'havien utilitzat en l'aposta de Mariano Rajoy de la presidència en les eleccions generals de 2008. Les sospites de malversació a la Comunitat de Madrid van arribar fins a 2001, durant la presidència d'Alberto Ruiz-Gallardón, el gabinet del qual va ser sotmès a la investigació per la Guàrdia Civil. Mentrestant, una investigació separada de la Policia Nacional sobre els escàndols en curs de la família de l'ex-president de Catalunya, Jordi Pujol, va unir a l'ex-ministre de Treball, Manuel Pimentel, i a Ignacio López del Hierro, marit de María Dolores de Cospedal (ministra de Defensa i secretària general del PP), a una altra trama de corrupció a l'Àfrica, amb connexions amb l'operació Lezo.
Com a conseqüència dels escàndols i la negativa de Rajoy a prendre qualsevol acció malgrat les peticions dels partits de l'oposició, els membres de Podem, Esquerra Unida, En Comú Podem i En Marea, van dir que presentarien una moció de censura i van demanar el suport del PSOE i dels altres partits. Però les rivalitats entre els partits de l'oposició van provocar que aquesta iniciativa no tingués èxit: el PSOE va rebutjar donar suport a la moció i va acusar al líder de Podem, Pablo Iglesias, de «mala fe» i d'interferir en les eleccions primàries del lideratge del partit, mentre que Ciutadans (que donava el seu suport no participatiu al govern de Rajoy), va qualificar el moviment de «número de circ». El Partit Nacionalista Basc també va expressar la seva oposició a la maniobra. No obstant això, els socialistes es trobaven en una situació difícil, ja que la seva oposició al moviment els situaria darrere del govern de Rajoy enmig dels escàndols en curs i en un moment en què encara no tenien cap líder, després de la crisi del partit que va portar a la renúncia de Pedro Sánchez i a la investidura de Rajoy a l'octubre de 2016.

## El registre de la moció de censura
La Constitució espanyola de 1978 requereix que les mocions de censura siguin proposades per almenys una desena part dels diputats (35 de 350). La moció també ha d'incloure un candidat alternatiu per a President del Govern, ja que les mocions de censura a Espanya són constructives. Perquè una moció de censura tingui èxit, s'ha d'obtenir el vot favorable de la majoria absoluta al Congrés dels Diputats. Ha de passar un període mínim de cinc dies després de la inscripció de la moció abans de poder votar. Les altres parts tenen dret a presentar propostes alternatives dins dels dos primers dies posteriors a la inscripció. Si la moció de censura no fos aprovada pel Congrés, els signataris no en podran presentar cap més durant el mateix període de sessions.
Al mateix temps, el President del govern no pot dissoldre les Corts Generals i convocar eleccions generals mentre hagi una moció de censura pendent.
Si la moció de censura té èxit, el president del govern sortint abandona el seu càrrec. El candidat que el reemplaça rep automàticament la confiança del Congrés dels Diputats, i immediatament és nomenat President del Govern pel Rei.
El 19 de maig de 2017, Unidos Podemos (l'aliança de Podemos i Izquierda Unida, entre d'altres), va registrar formalment una proposta de moció de censura contra Mariano Rajoy (traslladada per la portaveu del grup al Congrés, Irene Montero, i altres 36 diputats), amb Pablo Iglesias com a candidat. El text de la moció de censura començava amb les següents consideracions:

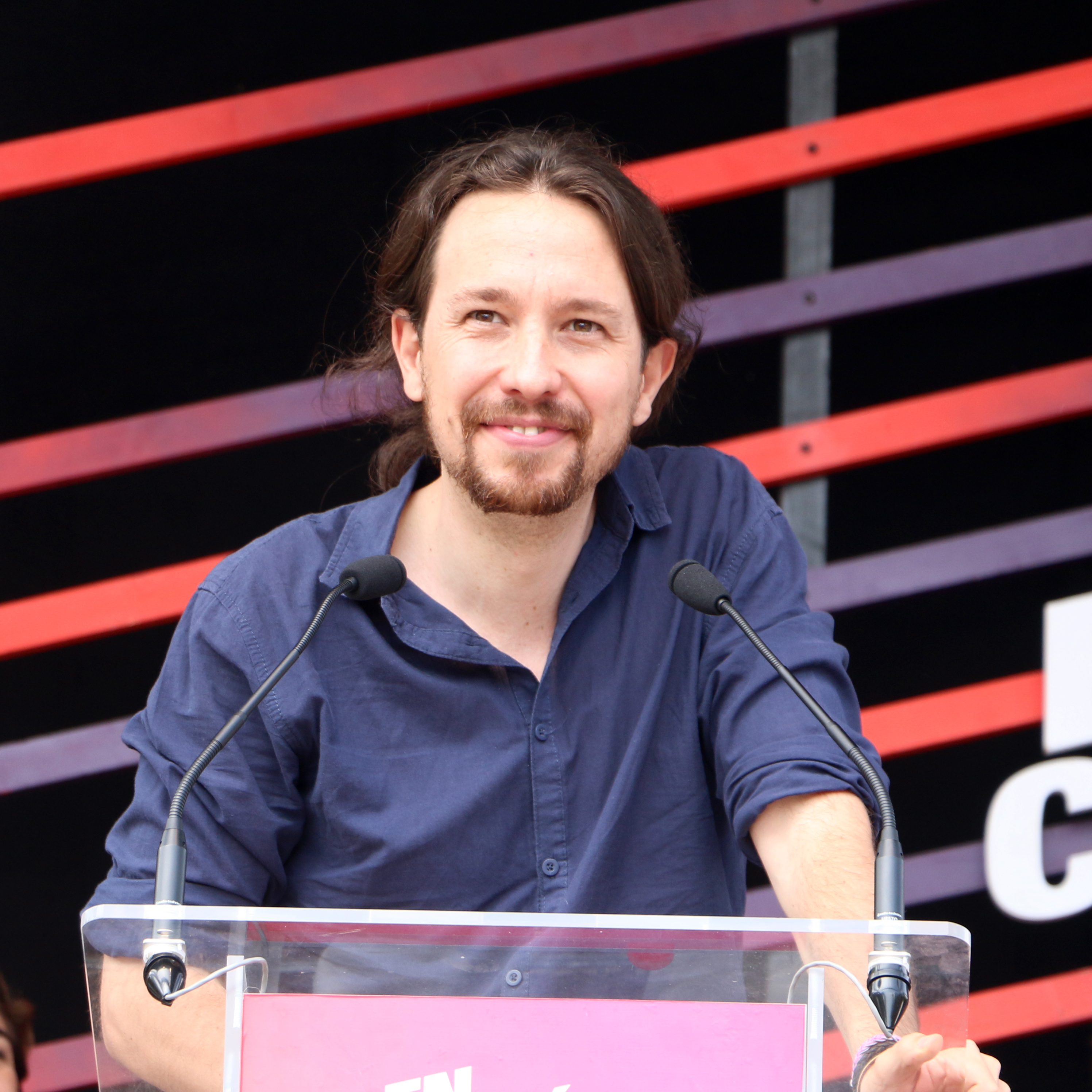
Pablo Iglesias, candidat de la moció de censura contra Mariano Rajoy

Pablo Iglesias, el candidat de Podem, va convidar al PSOE a un acord, però va reconèixer que probablement aquesta iniciativa seria derrotada. Iglesias va declarar que «no sortiré com a president d'aquesta moció de censura, però és responsabilitat meva» i va explicar que «aquesta moció de censura servirà per marcar un abans i un després, i demostrar que hi ha un veritable alternativa al PP». No obstant això, Iglesias va reconèixer que el moviment no tenia «enormes riscos», ja que si bé les anteriors mocions de censura van ser derrotades, la moció de censura de 1980 va promoure la figura de Felipe González i el va portar a guanyar les eleccions de 1982, i la moció de censura de 1987 va assenyalar el crepuscle de la carrera política d'Antonio Hernández Mancha.
El 20 de maig, els promotors de la moció de censura van celebrar una manifestació a la Puerta del Sol (Madrid), on es van reunir milers de persones per donar suport a la iniciativa.

## Els suports
Compromís va donar la benvinguda amb entusiasme a la moció de censura i va anunciar el seu suport a Unidos Podemos. Esquerra Republicana de Catalunya (ERC) simpatitzava amb la iniciativa, però la condicionava si Podemos recolzava un referèndum per a la independència de Catalunya. Aquesta mateixa condició va ser exigida pel Partit Demòcrata Europeu Català (PDeCAT), que no obstant això es va mantenir més escèptic i va argumentar que «avaluarien els pros i els contres de donar suport a la moció de censura abans de prendre una decisió». EH Bildu va mostrar la seva voluntat de donar suport a la iniciativa si Podemos donava el seu suport al dret a decidir, que ja el recollia el seu programa electoral. La moció de censura també va rebre el suport dels sindicats UGT i CCOO, que van expressar la seva «decepció i tristesa» amb els partits de l'oposició que no la van recolzar.
El PSOE va anunciar inicialment que votarien en contra de la moció de censura, argumentant que era una «falta de respecte» i que es va dissenyar per interferir amb les eleccions primàries del partit, programades per al 21 de maig. Els tres candidats a la direcció del partit (Susana Díaz, Pedro Sánchez i Patxi López) van rebutjar la moció de censura de Podemos. El president interí del PSOE, Javier Fernández, va desistir de l'intent d'Iglesias d'acordar una reunió amb ell per discutir la seva iniciativa, tot i que Podemos va oferir al PSOE que proposés el seu propi candidat. Ciutadans (Cs) van descartar donar suport a la moció de censura, que la va anomenar «número de circ», mentre que el PP es va burlar de la iniciativa qualificant-la d'«absurda». Els socis electorals del PP, el Unió del Poble Navarrés (UPN) i el Fòrum Astúries (FAC), es van oposar a la moció de censura, mentre que la Coalició Canària (CCa) i Nova Canàries (NCa) van donar a entendre també el seu rebuig. El Partit Nacionalista Basc (PNV) va qualificar la iniciativa com «una absoluta incomoditat» i va criticar a Podemos per anunciar la moció de censura sense parlar-ne abans amb la resta de partits, però no va descartar entrar en negociacions per recolzar-lo.
El 21 de maig, després de la reelecció sobtada de Pedro Sánchez com a líder del PSOE, va sorgir un nou escenari polític. Durant la campanya electoral de les eleccions primàries del PSOE, Sánchez havia suggerit iniciar una futura moció de censura contra Rajoy, però va deixar clar que no recolzaria la moció de censura d'Iglesias, ja que Unidos Podemos tenia menys escons parlamentaris que el PSOE.
No obstant això, el dia 22 de maig, Pablo Iglesias va oferir a Sánchez que retiraria la proposta de Podemos amb la condició que el PSOE iniciés una moció de censura en el seu lloc amb Sánchez com a candidat. No obstant això, el PSOE va deixar entreveure que s'abstindria de votar (posició que es va confirmar el 7 de juny) per considerar que, si bé estava d'acord en part amb els motius de la moció de censura, no veia clar com avançaria. Alguns van comentar que, en realitat, Sánchez estava d'acord amb la moció de censura, però que en privat estava molest per que aquesta iniciativa no era seva, i es va dir que tenia plans de presentar una moció de censura pròpia a final de 2017, a l'espera de poder prendre el control total del seu partit.
Al mateix temps, el debat parlamentari i la votació de la moció de censura va començar el 13 de juny.

## El debat parlamentari
El debat sobre la moció de censura va començar el 13 de juny a les 9.00 h UTC amb un discurs de dues hores de durada per part de la portaveu d'Unidos Podemos, Irene Montero, i va ser seguit per una intervenció sorpresa del president Mariano Rajoy, que no estava previst que participés en el debat. Poc després va seguir el discurs de Pablo Iglesias com a candidat, que va produir un duel parlamentari entre Rajoy i Iglesias que va durar hores. Rajoy va afirmar que «un govern d'Iglesias seria un càstig per a Espanya», mentre que Iglesias va recordar al PP els seus escàndols de corrupció i va oferir al PSOE una aliança en el futur per reduir el govern del PP. El nou portaveu del PSOE, José Luis Ábalos, va anunciar que el PSOE s'abstindria i que la moció de censura «no tindria èxit» perquè «no aconseguiria suficients vots». No obstant això, va agrair a Iglesias «pel seu esforç» i que «recollia la invitació [d'Iglesias] per a una comprensió», però no va aclarir si Pedro Sánchez intentaria una moció de censura pròpia en un futur.
El portaveu de l'ERC, Joan Tardá, va elogiar a Iglesias per la seva iniciativa i va anunciar el suport del seu partit a la moció de censura, mentre que EH Bildu va anunciar un «sí crític» al considerar que era «una prioritat per desallotjar el partit més corrupte d'Europa del govern» mentre exigia a Iglesias el seu ple suport al dret d'autodeterminació.

## La votació
| Candidat                       | Data                                                    | Vot         |     |    |    |    |   |   |   |   |   |   |   |   |   | Total     |
| ------------------------------ | ------------------------------------------------------- | ----------- | --- | -- | -- | -- | - | - | - | - | - | - | - | - | - | --------- |
| Pablo Iglesias Turrión (Podem) | 14 de juny de 2017 Majoria absoluta requerida (176/350) | Sí          |     |    | 67 |    | 9 |   |   | 4 | 2 |   |   |   |   | (82/350)  |
| Pablo Iglesias Turrión (Podem) | 14 de juny de 2017 Majoria absoluta requerida (176/350) | No          | 134 |    |    | 32 |   |   |   |   |   | 2 | 1 | 1 |   | (170/350) |
| Pablo Iglesias Turrión (Podem) | 14 de juny de 2017 Majoria absoluta requerida (176/350) | Abstencions |     | 84 |    |    |   | 7 | 5 |   |   |   |   |   | 1 | (97/350)  |
| Pablo Iglesias Turrión (Podem) | 14 de juny de 2017 Majoria absoluta requerida (176/350) | Absències   |     |    |    |    |   | 1 |   |   |   |   |   |   |   | (1/350)   |

## Conseqüències
Com era d'esperar, la moció va ser derrotada el 14 de juny de 2017, reunint el suport de Unidos Podemos, Compromís, ERC i EH Bildu (per un total de 82 vots favorables), l'oposició de PP, Ciutadans, UPN, CCa i Fòrum Astúries (170 vots en contra) i les abstencions del PSOE, PDeCAT, PNV i NCa (97).
No obstant això, durant el debat, Unidos Podemos i el PSOE van donar a entendre la possibilitat d'una comprensió futura que els pogués veure treballant en una moció de censura conjunta. Tal invitació va ser a càrrec d'Iglesias qui, durant una resposta al portaveu del PSOE, José Luis Ábalos, va afirmar que Podemos «es comprometia amb el nou PSOE a la recerca d'una majoria alternativa» i va instar als socialistes a «treballar junts durant l'estiu per negociar una moció de censura».